# Lacus Gaudii

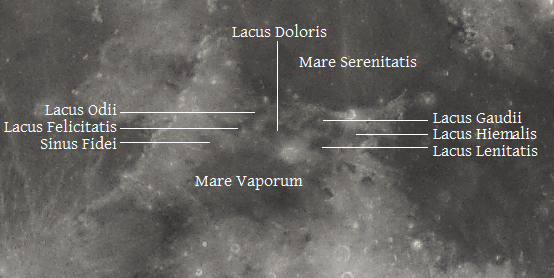
Localización del Lacus Gaudii en el interior de Terra Nivium

El Lacus Gaudii (en latín,  "Lago del Gozo") es un pequeño mar lunar situado en la región denominada Terra Nivium. Sus coordenadas selenográficas son 16.2° Norte; 12.6° Este, y tiene 113 km de diámetro.
Comparte su contorno con el Lacus Hiemalis, rodeando una pequeña formación de montañas en su centro. En esta ubicación también se encuentra otra formación montañosa más grande,  casi rodeada por la llanura. Más al sur se halla el Lacus Lenitatis; y limítrofe al oeste aparece el Lacus Doloris, estrechando su contorno. En este corredor oriental se localizan los Montes Haemus y unos 10 km más allá aparece el Mare Serenitatis, separado del lago por una zona  de pequeñas colinas.  Al sureste del corredor aparecen los cráteres  Daubrée y el más prominente Menelaus.
Al oeste destaca el cráter Manilius, dos de cuyos cráteres satélite yacen en el interior del lago: Manilus A en el extremo oriental y Manilus Z en su centro.

## Denominación
El nombre del lago fue adoptado por la Unión Astronómica Internacional en 1976.